# Republica fetelor
Republica fetelor (în poloneză Rzeczpospolita babska) este un film de comedie alb-negru polonez din 1969, regizat de Hieronim Przybył⁠(d), care prezintă câteva întâmplări petrecute în perioada imediat următoare celui de-al Doilea Război Mondial.

## Rezumat
Femeile din Divizia „Tadeusz Kosciuszko”, demobilizate din Armata Populară a Poloniei, s-au stabilit în anul 1945, imediat după război, pe moșia „Sarmatka” din teritoriile recâștigate de Polonia. În ciuda faptului că tinerele femei sunt îmbrăcate acum în haine civile, locotenentul Krystyna Gromowicz continuă să mențină disciplina militară în rândul lor. Fetele decid să nu mai fie interesate de sexul opus în următoarele șase luni și fac un jurământ de feciorie. În apropiere se stabilește însă un grup de militari demobilizați. Rivalitatea acerbă inițială a celor două grupuri se transformă de-a lungul timpului în cooperare, iar odată cu trecerea timpului se formează cupluri și se organizează peste o duzină de nunți. În cele din urmă, locotenentul intransigent Krystyna Gromowicz se va căsători cu căpitanul Stanisław Karski.

## Distribuție
- Aleksandra Zawieruszanka⁠(d) — locotenentul Krystyna Gromowicz
- Zofia Merle⁠(d) — sergentul Irena Molenda
- Jan Machulski⁠(d) — căpitanul Stanisław („Staszek”) Karski
- Krystyna Chimanienko⁠(d) — caporalul Czesława Kowalik
- Irena Karel⁠(d) — plutonierul Magda Seniuk
- Wiesława Kwaśniewska⁠(d) — plutonierul Ewa Frąckiewicz
- Teresa Lipowska⁠(d) — sergentul Danuta Pawlak
- Krystyna Sienkiewicz — soldatul Aniela
- Elżbieta Starostecka⁠(d) — plutonierul Jadwiga („Jadźka”) Rymarczyk
- Aleksander Fogiel⁠(d) — primarul localității
- Maciej Damięcki⁠(d) — Marko
- Damian Damięcki⁠(d) — Bolko
- Kazimierz Grześkowiak⁠(d) — militarul genist Ziutek
- Tadeusz Kalinowski — generalul
- Bogusław Sochnacki⁠(d) — sergent, logodnicul Magdei
- Włodzimierz Skoczylas⁠(d) — plutonierul Edek
- Jerzy Turek⁠(d) — instalator, logodnicul Jadwigăi
- Bohdana Majda⁠(d) — membră a comitetului de întâmpinare
- Danuta Markiewicz
- Iwona Słoczyńska⁠(d)
- Irena Szewczyk⁠(d) — soldatul Elżbieta Koral, care a fost prizonieră într-un lagăr de concentrare
- Katarzyna Oporska
- Bożena Szymańska
- Romuald Drobaczyński⁠(d) — Bukała
- Eugeniusz Kamiński — membru al comitetului de întâmpinare
- Krzysztof Litwin⁠(d) — militar din „Walterówka”
- Wojciech Brzozowicz⁠(d)
- Jerzy Krasuń (menționat Jerzy Krasoń)
- Wacław Kowalski⁠(d) — medicul veterinar
- Roman Kłosowski⁠(d) — spărgătorul Maksymilian Konieczko (nemenționat)

## Producție
Scenariul filmului a fost inspirat din istoria Batalionului Independent de Femei nr. 1 „Emilia Plater”⁠(d); unele dintre femeile militar care au făcut parte din acest batalion s-au stabilit în localitatea Platerówka⁠(d) (powiatul Lubań⁠(d), voievodatul Silezia Inferioară) după încheierea celui de-al Doilea Război Mondial în Europa.
Majoritatea scenelor au fost filmate în și în fața Palatului Episcopal din Wolbórz⁠(d) (powiatul Piotrków⁠(d), voievodatul Łódź). Alte filmări au avut loc în orașul Łódź (interioarele vilei lui Zygmunt Richter⁠(d) de pe ul. Stefanowski nr. 19, interioarele Palatului Izrael Poznański⁠(d) de pe ul. Ogrodowa⁠(d)), în satul Bogusławice⁠(d) (clădirile hergheliei), lângă barajul de pe râul Pilica⁠(d) din orașul Tomaszów Mazowiecki și la gara Wykno⁠(d) de lângă orașul Koluszki (clădirile gării nu mai există în prezent).

## Premieră
Republica fetelor a avut premiera pe 8 iulie 1969 și a fost difuzat într-o dublă proiecție cu Arrasami króla Zygmunta (în traducere „Tapiseriile regelui Sigismund”) produs de studioul Wytwórnia Filmów Oświatowych⁠(d) (WFO) în 1968 sau cu reportajul Gorzko, gorzko... (în traducere „Amar, amar...”) produs de Wytwórnia Filmów Dokumentalnych i Fabularnych⁠(d) („Studioul de Film Documentardin Varșovia”, WFD).
Versiunea sovietică difuzată pe marile ecrane a fost cu 4,5 minute mai scurtă decât versiunea originală, ca urmare a tăierii a două episoade aproape identice în care fetele se scaldă dezbrăcate într-un râu.

## Imagini

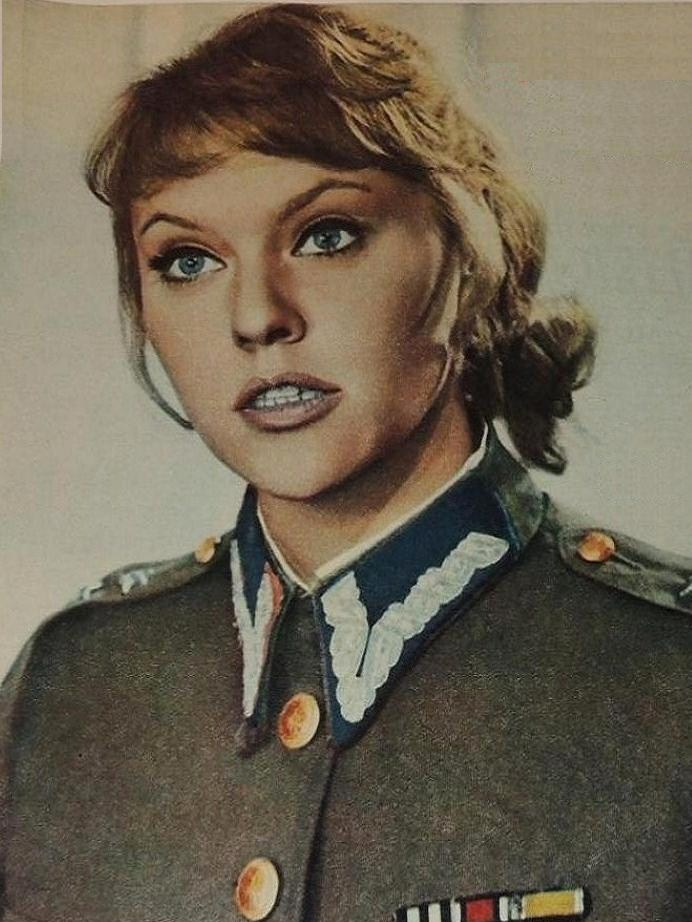
Actrița Aleksandra Zawieruszanka⁠(d) în rolul locotenentului Krystyna Gromowicz
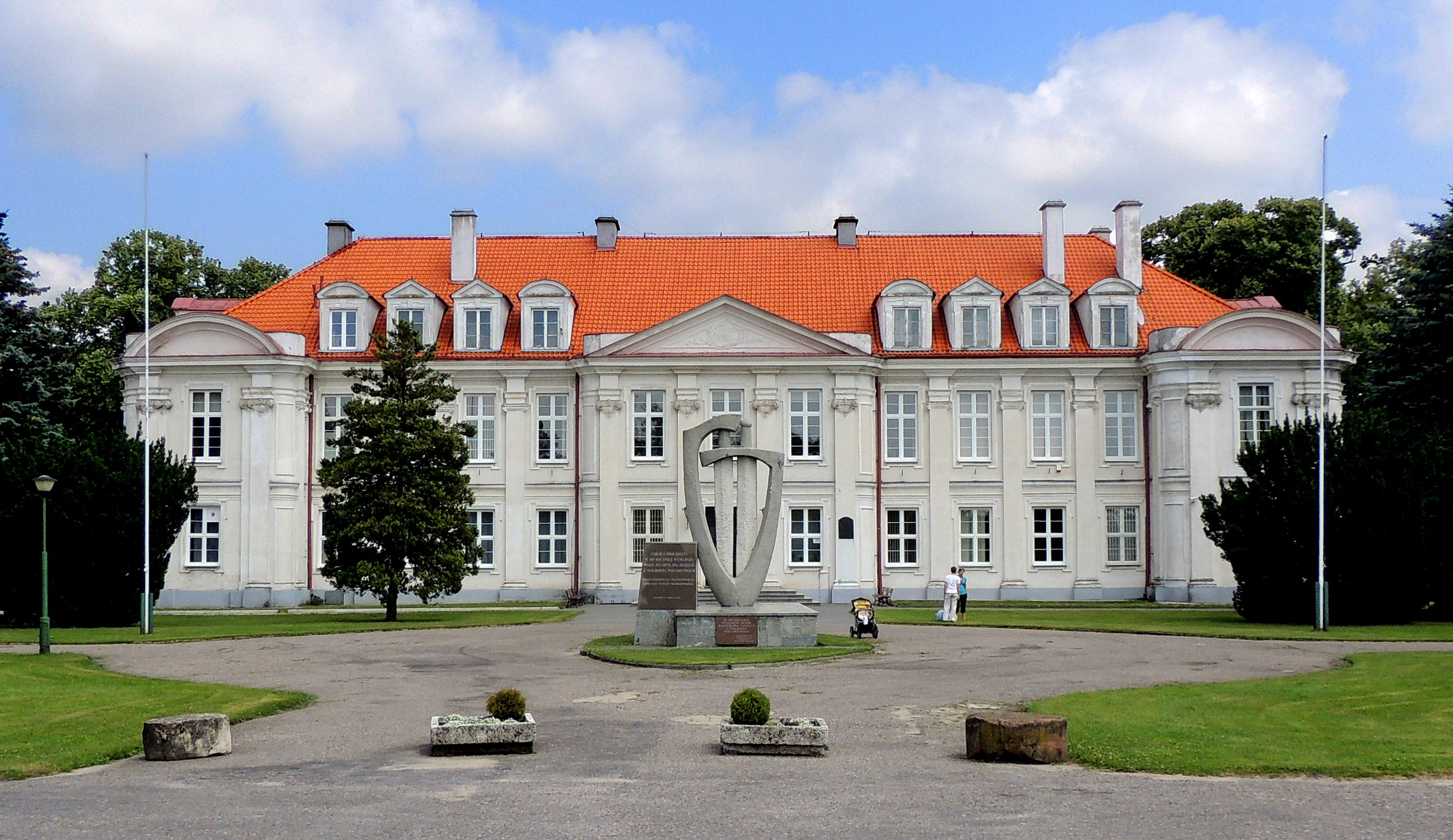
Palatul Episcopilor Cuiaviei din Wolbórz⁠(d), unde au fost filmate majoritatea scenelor